# Rosebud (South Dakota)
Rosebud is een plaats (census-designated place) in de Amerikaanse staat South Dakota, en valt bestuurlijk gezien onder Todd County.

## Demografie
Bij de volkstelling in 2000 werd het aantal inwoners vastgesteld op 1557.

## Geografie
Volgens het United States Census Bureau beslaat de plaats een oppervlakte van
34,0 km², waarvan 33,9 km² land en 0,1 km² water. Rosebud ligt op ongeveer 804 m boven zeeniveau.

## Plaatsen in de nabije omgeving
De onderstaande figuur toont nabijgelegen plaatsen in een straal van 20 km rond Rosebud.